# Terapia de reminiscencia
La terapia de reminiscencia se usa para aconsejar y apoyar a las personas mayores, y es una técnica de intervención con pacientes con lesiones cerebrales y aquellos que parecen tener "Alzheimer y otras formas de enfermedades cognitivas". 
Un artículo de AARP de 2018  sobre un proyecto de demostración independiente llamado Glenner Town Square  enfocado en aquellos que parecen tener Alzheimer o alguna (otra) forma de demencia. El objetivo de Glenner se describe como "capturar los años entre 1953 y 1961 para que los participantes del proyecto regresen tranquilamente a un período de tiempo para recordar las edades de 10 a 30, cuando "se forman nuestros recuerdos más fuertes".
La Asociación Estadounidense de Psicología (APA) define la terapia de reminiscencia como "el uso de historias de vida, escritas, orales o ambas, para mejorar el bienestar psicológico. La terapia se usa a menudo con personas mayores". Esta forma de intervención terapéutica respeta la vida y las experiencias del individuo con el objetivo de ayudar al paciente a mantener una buena salud mental.
La mayoría de las investigaciones sobre la terapia de reminiscencia se han realizado con la comunidad de ancianos, especialmente los que sufren depresión, aunque unos pocos estudios han analizado otras muestras de ancianos.
La investigación y la implementación se han probado en varias áreas con diversas culturas como Japón, Reino Unido, EE. UU.

## Reminiscencia
La reminiscencia se ha descrito como “el acto o proceso volitivo o no volitivo de recordar recuerdos de uno mismo en el pasado”. En otras palabras, implica recordar y volver a experimentar los eventos de la vida de uno. Esto implica tener una memoria autobiográfica intacta para poder recordar ciertos eventos de la vida. El significado del proceso de reminiscencia depende de qué tan significativos sean los recuerdos que se recuerdan. Las diferentes formas de hacer que estos recuerdos sean más significativos son hacer preguntas que sugieran la importancia del evento, así como usar materiales históricos del pasado. 
La reminiscencia cumple diferentes funciones psicológicas, incluida la taxonomía presentada por Webster. La Escala de Funciones de la Reminiscencia (RFS) de Webster incluye ocho razones por las que la gente rememora: reducción del aburrimiento, revivir la amargura, prepararse para la muerte, conversación, identidad, mantenimiento de la intimidad, resolución de problemas y enseñar/informar. Los psicólogos han estudiado el uso terapéutico de la reminiscencia para mejorar el afecto y las habilidades de afrontamiento, aunque se ha debatido la eficacia de esta terapia. A partir de datos más recientes, como se describe a continuación, la terapia parece tener resultados positivos e incluso duraderos en la comunidad de personas mayores.
Hay diferentes tipos de reminiscencia que pueden tener lugar. Los dos subtipos principales son la reminiscencia intrapersonal y la interpersonal. Intrapersonal toma una postura cognitiva y ocurre individualmente. Interpersonal toma más un lado conversacional y es una terapia grupal. La reminiscencia se puede dividir en tres tipos específicos que son: información, evaluación y obsesión. La reminiscencia de información se realiza para poder disfrutar de la narración de historias del pasado. Este tipo también se puede utilizar para ayudar a alguien que no tenga interés en su vida y sus relaciones. La capacidad de recordar buenos recuerdos puede ayudarlos a recordar lo que les hace felices. La reminiscencia evaluativa es el principal tipo de terapia de reminiscencia, ya que se basa en la revisión de la vida del Dr. Robert Butler. Este proceso implica recordar recuerdos a lo largo de toda la vida y compartir estas historias con otras personas. A menudo esto se hace dentro de la terapia de grupo. La reminiscencia obsesiva ocurre cuando alguien necesita poder dejar de lado cualquier estrés de culpa que pueda estar persistiendo. Al resolver estos problemas, les permite estar en paz consigo mismos. La reminiscencia también se ha utilizado para ayudar a las personas a lidiar con la muerte de un ser querido. Al compartir historias sobre la vida del ser querido, pueden recordar buenos recuerdos y obtener una sensación de paz con la muerte.
La terapia de reminiscencia a menudo se usa en un hogar de ancianos o en un "centro de salud geriátrico". En una sesión documentada, un terapeuta puso diferentes canciones de los años 20 a 60 y preguntó a los pacientes qué canciones les resonaban o tenían un significado especial. En otra sesión del mismo terapeuta, los participantes compartieron fotografías y contaron por qué eran importantes para ellos. 
La investigación psicológica ha identificado dos tipos de terapias de reminiscencia que son particularmente efectivas: integrativas e instrumentales.
- La terapia de reminiscencia integradora es un proceso en el que los individuos intentan aceptar eventos negativos del pasado, resolver conflictos pasados, reconciliar la discrepancia entre los ideales y la realidad, identificar la continuidad entre el pasado y el presente y encontrar significado y valor en la vida.[11] Una revisión vital integradora da a las personas la oportunidad de echar la vista atrás a experiencias vitales que podrían refutar sus autoevaluaciones negativas relacionadas con la depresión. Esta terapia ayuda a animar a los clientes a buscar relatos más minuciosos y detallados de la historia de su vida e interpretaciones más imparciales de los acontecimientos pasados, porque muchas personas deprimidas ignoran la información positiva y se concentran en los recuerdos que apoyan sus puntos de vista disfuncionales. La revisión de las experiencias positivas y negativas por parte de los participantes en el contexto de toda su vida les demuestra cómo las experiencias negativas en un área de sus vidas pueden verse mitigadas por experiencias positivas en otra. Las personas pueden cuestionar las valoraciones globales y desfavorables de sí mismas que están vinculadas a la depresión y empezar a formarse una visión más realista y adaptable de sí mismas que tenga en cuenta tanto los rasgos positivos como los negativos.
- La terapia de reminiscencia instrumental ayuda a los ancianos a recordar actividades y estrategias de afrontamiento pasadas, incluidos los recuerdos de planes desarrollados para resolver situaciones difíciles, actividades dirigidas a objetivos y el logro de los objetivos propios o los objetivos que ayudó a otros a alcanzar. Al recordar casos exitosos en los que las personas lograron tomar el control de su entorno, la terapia de reminiscencia instrumental puede tener un impacto positivo en la autoestima y la eficacia de las personas. Este método de terapia de la reminiscencia ayuda a los pacientes a invertir en otros objetivos que estén más en consonancia con sus circunstancias actuales, dejando de lado funciones y compromisos que ya no les satisfacen o que no pueden alcanzar. Esto puede ser especialmente útil para las personas mayores que no pueden realizar tareas que antes sí podían.

## Historia de la reminiscencia

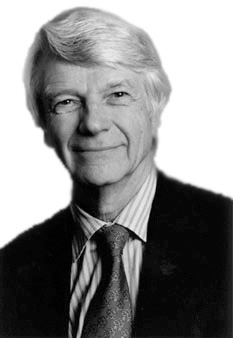
Dr. Robert Butler, uno de los dos principales investigadores más asociados con este campo de trabajo. (Erikson a fines de la década de 1950, Butler a principios de la década de 1960)

Antes de finales de la década de 1950, la reminiscencia se consideraba un síntoma negativo que a menudo conducía al deterioro mental. Erik Erikson introdujo su concepto de las ocho etapas del desarrollo psicosocial que involucran la progresión de la vida y el desarrollo desde el nacimiento hasta la muerte. La última etapa, conocida como adultez tardía, planteó la idea de integridad versus desesperación. En esta etapa se vuelve importante para uno mirar hacia atrás en su vida con satisfacción antes de morir. En 1963, el Dr. Robert Butler publicó un artículo sobre los puntos críticos que rodean la importancia de la revisión y el recuerdo de la vida. A Butler se le atribuye haber iniciado el movimiento de la terapia de reminiscencia. El siguiente avance en esta área fue realizado por Charles Lewis en 1971. Lewis pudo crear el primer estudio experimental de la reminiscencia. Lewis quería observar los cambios cognitivos que pueden ocurrir a partir de la reminiscencia, así como la forma en que las personas se perciben a sí mismas. Este experimento valió la pena ya que en los años siguientes esta área se volvió muy popular para la investigación. En los años siguientes, la investigación sobre la reminiscencia se centró en las funciones y beneficios de la reminiscencia. En 1978, el Departamento de Salud y Seguridad Social inició un proyecto llamado “Proyecto de Ayudas a la Reminiscencia”. Este proyecto se realizó con el fin de iniciar la reminiscencia como un proceso de terapia. Finalmente, en la década de 1980, la terapia de reminiscencia fue reconocida por las instituciones y comenzó a utilizarse como terapia de grupo. Durante este período de tiempo, hubo un aumento en el número de profesionales capacitados en este proceso terapéutico. La terapia de la reminiscencia ha seguido siendo un campo de investigación hasta nuestros días. Aunque últimamente se han realizado muchos estudios sobre la terapia de reminiscencia, Butler y Erikson siguen siendo los dos investigadores más asociados a este campo de trabajo.

## Teorías de la reminiscencia

### Teoría de la separación
Algunos terapeutas e investigadores utilizan la teoría de la desconexión en la reminiscencia y se centra en que el paciente se retira de las responsabilidades sociales.
Se fomenta este alejamiento de la vida social para que el paciente (en muchos casos una persona mayor) pueda prepararse para los rápidos cambios asociados con el final de la vida. Al retirarse de la interacción con los demás, la teoría de la desconexión tiene como objetivo preparar a la persona para la separación más poderosa y exigente de la muerte. Con la ayuda de esta terapia, se espera que morir no sea tan traumático o doloroso como la gente suele imaginar. La idea de que los pacientes que participan en el componente de desvinculación de la teoría de la reminiscencia ya no tendrán miedo, sino que se sentirán fortalecidos cuando lleguen a su fin, puede ser consoladora.

### Teoría de la integridad del ego
La Teoría de la Integridad del Ego se basa en que el individuo tiene una sensación de satisfacción y éxito cuando mira hacia atrás en su vida y sus logros. Una persona que ha logrado la integridad del ego no teme la incertidumbre que conlleva encontrarse con la muerte. En un caso exitoso de la teoría de la integridad del yo, el paciente está en paz con la eventualidad de la muerte. Esta teoría se desarrolló a partir de las etapas de desarrollo de Eric Erikson en las que la integridad frente a la desesperación es una etapa crucial para el desarrollo psicológico de la vida posterior.

### Teoría de la continuidad
La desconexión y la integridad del ego pueden ofrecer herramientas que ayuden a los ancianos o a lidiar con la perspectiva de la muerte, pero se cree que la Teoría de la Continuidad ofrece conocimientos más profundos cuando se trata de comprender completamente el verdadero significado de la teoría de la reminiscencia. Un pasaje de Lin ilustra mejor el concepto de continuidad
"A medida que las personas pasan de una etapa a la siguiente y encuentran cambios en sus vidas, intentan ordenar e interpretar los cambios recordando su pasado. Esto proporciona una importante sensación de continuidad y facilita la adaptación. El cambio está ligado al pasado percibido de la persona, produciendo continuidad en las características psicológicas internas y en el comportamiento social y las circunstancias sociales”.
La reminiscencia puede ofrecer un método para que las personas se adapten a los cambios en sus vidas. La Teoría de la Continuidad aboga por el uso eficaz de la memoria remota. Este tipo de memoria, que suele deteriorarse en último lugar, experimenta procesos de reminiscencia. Según las investigaciones, su uso regular mejora la función cognitiva general.

## Terapia de reminiscencia
La terapia de reminiscencia hace uso de eventos de la vida haciendo que los participantes recuerden vocalmente recuerdos episódicos de su pasado. Ayuda a proporcionar a las personas un sentido de continuidad en términos de los acontecimientos de su vida. La terapia de reminiscencia puede tener lugar en un entorno grupal, individualmente o en parejas, según el objetivo del tratamiento. La terapia de reminiscencia también puede estructurarse o no estructurarse dentro de estas configuraciones. Si bien el objetivo principal de la terapia de reminiscencia es fortalecer los componentes de la memoria cognitiva, un objetivo secundario puede ser fomentar el desarrollo intrapersonal o el desarrollo interpersonal. Estas necesidades individuales determinarán si la terapia se lleva a cabo en grupo o solo con un médico. Los recuerdos se procesan cronológicamente a partir del nacimiento y se centran en los acontecimientos importantes y significativos de la vida. El enfoque es la reflexión, no simplemente el recuerdo.  La terapia de reminiscencia puede usar indicaciones como fotografías, artículos para el hogar, música o grabaciones personales. 

### Aplicaciones de la terapia de reminiscencia
La terapia de reminiscencia se usa predominantemente en pacientes de edad avanzada Esto puede deberse en parte a los trastornos comunes para los que se ha usado la terapia de reminiscencia que son frecuentes en los ancianos, como la depresión. A menudo se ha utilizado en hogares de ancianos o centros de vida asistida, ya que proporciona una sensación de continuidad en la vida de uno y, por lo tanto, puede ayudar a este tipo de transiciones. Los pacientes con enfermedades crónicas también pueden beneficiarse de la terapia de reminiscencia, ya que a menudo sufren social y emocionalmente. Se han abordado otros problemas mediante la terapia de reminiscencia, incluidos los problemas conductuales, sociales y cognitivos. Los estudios han encontrado que las sesiones grupales de terapia de reminiscencia pueden conducir a relaciones sociales y amistades fortalecidas dentro del grupo.

#### Salud mental y mejora de vida.
Muchos estudios han examinado los efectos de la terapia de reminiscencia en el afecto general. Un grupo de investigadores implementó la terapia de reminiscencia en una comunidad en respuesta a una ola de suicidios. Los investigadores administraron la terapia a adultos mayores (principalmente mujeres) en un centro comunitario local para ancianos. Un cuestionario administrado después de la sesión de terapia de reminiscencia grupal reveló que el 97,3 % de los participantes disfrutó de la experiencia de hablar, el 98,7 % disfrutó escuchando a los demás, el 89,2 % sintió que el trabajo en grupo con la terapia de reminiscencia les ayudaría en su vida diaria y el 92,6 % deseaba continuar en el programa. Los investigadores sugieren que sus resultados respaldan los efectos informados anteriormente de una mayor satisfacción con la vida y autoestima. Según otro estudio, los veteranos taiwaneses mayores institucionalizados que se sometieron a terapia de reminiscencia integradora durante 12 semanas, una vez a la semana, experimentaron una mejora significativa de su satisfacción vital y autoestima en comparación con el grupo de control. Aunque todos los beneficios fueron modestos, existen pruebas de que la TR puede, en algunas situaciones, mejorar la calidad de vida, la cognición, la comunicación y quizá el estado de ánimo de las personas con demencia. Para comprender plenamente estas variaciones y determinar quién puede beneficiarse más de cada tipo de TR, es necesario realizar más investigaciones. La terapia de reminiscencia puede, en algunos casos, mejorar la calidad de vida, la cognición, la comunicación y posiblemente el estado de ánimo en personas con demencia, según una revisión Cochrane reciente publicada en 2018. Sin embargo, todos los beneficios fueron marginales..

#### Habilidades de afrontamiento
Algunos investigadores han postulado que los efectos positivos de la terapia de reminiscencia son el resultado de mayores habilidades de afrontamiento. Esencialmente, estos investigadores argumentan que la terapia de reminiscencia funciona porque aumenta la capacidad del paciente para hacer frente y manejar situaciones nuevas de manera efectiva.
Las reminiscencias autopositivas se relacionan con un mejor bienestar psicológico a través del afrontamiento asimilativo y acomodativo, mientras que las reminiscencias autonegativas se asocian con un bienestar psicológico reducido a través de sus relaciones negativas con ambos tipos de afrontamiento. El afrontamiento asimilativo y acomodativo son mecanismos de protección a través de los cuales el yo establece la continuidad y el sentido de la propia vida.
- El afrontamiento asimilativo tiene como objetivo alterar la situación de la vida para que coincida con las preferencias y objetivos de uno, ayudando a las personas a perseguir metas personales a pesar de las limitaciones y obstáculos.[39]
- El afrontamiento acomodaticio ayuda a los pacientes a ajustar sus objetivos para adaptarse a las limitaciones y deficiencias mediante la revisión de valores y prioridades, la construcción de un nuevo significado a partir de la situación y la transformación potencial de la identidad personal.[39]

La terapia de reminiscencia instrumental facilita dos tipos adicionales de afrontamiento: afrontamiento centrado en el problema y afrontamiento centrado en la emoción. En el afrontamiento centrado en el problema, la persona hace un intento analítico de cambiar la situación en un esfuerzo orientado a la consecución de objetivos. Al hacer hincapié en el desarrollo personal, aceptar la responsabilidad de la propia parte en el estrés y el deseo de abordarlo, y distanciarse de la situación estresante no tomándosela demasiado en serio o buscando los aspectos positivos del estrés, el afrontamiento centrado en la emoción ayuda a crear interpretaciones positivas del estrés.

#### Depresión
Muchos estudios han analizado la eficacia de la terapia de reminiscencia en adultos mayores clínicamente deprimidos. Esta investigación sugiere que la terapia de reminiscencia es una forma muy efectiva de reducir los síntomas depresivos en los ancianos. La terapia de reminiscencia integradora e instrumental ayudó a los participantes a mejorar el afecto a largo plazo al disminuir significativamente los síntomas depresivos. Otro estudio encontró que después de 12 semanas de terapia de reminiscencia integradora, los veteranos mayores institucionalizados experimentaron disminuciones significativas en los síntomas depresivos. Según la taxonomía de Webster, los adultos mayores con síntomas depresivos suelen rememorar como forma de calmar los recuerdos amargos, matar el aburrimiento y prepararse para la muerte (en lugar de conversar, enseñar/informar, mantener la intimidad, resolver problemas e identificarse). A raíz de este hallazgo, los investigadores llegaron a la conclusión de que los adultos mayores deprimidos serían buenos candidatos para la terapia de reminiscencia porque se sentirían cómodos realizando esta actividad. La terapia de reminiscencia puede ser incluso útil en pacientes con cáncer que también presentan síntomas depresivos.

#### Demencia
Los investigadores también han estudiado los efectos de la terapia de reminiscencia en adultos mayores que sufren de demencia. En particular, los estudios se han centrado en dos beneficios principales de la terapia de reminiscencia para ancianos con demencia: una función cognitiva mejorada y una mejora en la calidad de vida (con un enfoque en la mejora de las emociones y la felicidad/estado de ánimo en general).
En un estudio de 2007 se examinaron los efectos de la terapia de reminiscencia en el funcionamiento cognitivo y afectivo de 102 ancianos con demencia. En el estudio se utilizó un diseño de autoinforme previo y posterior para evaluar el impacto del tratamiento de reminiscencia mediante escalas establecidas. En el estudio se utilizó el Mini-Mental State Examination para evaluar la función cognitiva (MMSE). La Escala de Cornell para la Depresión en la Demencia (CSDD) se utilizó para evaluar cómo los cuidadores del paciente sentían que éste se encontraba emocionalmente, y la Escala de Depresión Geriátrica forma corta (GDS-SF) se utilizó para evaluar la función afectiva de los ancianos con demencia. El estudio aleatorizado descubrió aumentos notables en las puntuaciones MMSE y CSDD desde la línea de base hasta la prueba posterior, lo que constituye una prueba alentadora de que la terapia de reminiscencia tiene un impacto beneficioso tanto en las funciones cognitivas como en las emocionales de los ancianos con demencia.
Una de las preguntas para ver mejoras a través de la terapia de reminiscencia es si las ganancias se deben al tipo real de terapia que se usa (recordar ciertos temas) o si solo el aumento de las interacciones sociales con los compañeros causa el progreso en la cognición y el estado de ánimo general. Un estudio en 2008 examinó esto, utilizando un grupo experimental tratado con terapia de reminiscencia y un grupo de control donde también tenían conversaciones grupales sobre temas cotidianos. El MMSE se utilizó para determinar el nivel de demencia antes del estudio y, al igual que el estudio de 2007, examinó el efecto cognitivo y afectivo de las terapias de reminiscencia y conversación en los dos grupos. Para la cognición, los grupos recibieron una prueba de fluidez verbal de cuatro ítems. En el estudio se utilizó la escala Todai-shiki Observational Rating Scale (TORS) para evaluar el estado de ánimo de los participantes, su calidad de vida cotidiana y su interés por el tratamiento. La tabla de evaluación de la atención diurna de pacientes con demencia de edad avanzada del Hospital Saint Marianna se utilizó para medir la felicidad general de los participantes. Los resultados cognitivos corroboraron los del estudio de 2007, ya que el grupo de reminiscencia recordaba más palabras antes y después de la prueba. El argumento de que el efecto cognitivo positivo de la terapia proviene del tipo de terapia de reminiscencia real y no de cualquier conversación con compañeros se ve respaldado por el hecho de que el grupo de conversación de control experimentó un descenso en las palabras recordadas desde antes hasta después de la prueba. El estudio también reveló que el grupo de reminiscencia superó al grupo de control en términos de TORS y las puntuaciones de la Tabla de Evaluación de la Guardería, lo que indica que los participantes en el grupo de reminiscencia eran más felices, tenían una mayor calidad de vida y prestaban más atención a su tratamiento en comparación con los resultados previos al tratamiento y del grupo de control.
Un estudio analizó la terapia de reminiscencia para personas con dos tipos de demencia: la enfermedad de Alzheimer y la demencia vascular . Aquellos con la enfermedad de Alzheimer experimentaron una mejora significativa de la abstinencia (por lo que se retiraron menos e interactuaron más con los demás) en comparación con el grupo de control inmediatamente después de la intervención. Los participantes que padecían demencia vascular mostraron una mejora significativa de la abstinencia y la función cognitiva en comparación con el control inmediatamente después de la intervención y después de un seguimiento de 6 meses. Es posible que se requiera una intervención sostenida para mantener estos efectos a lo largo del tiempo, especialmente en personas de edad avanzada con enfermedad de Alzheimer cuya mejoría en la abstinencia ya no se observó después de 6 meses.
Un estudio que exploró los efectos de la terapia de reminiscencia en personas diagnosticadas con demencia encontró que los participantes que recibieron terapia de reminiscencia experimentaron un bienestar significativamente mayor que los participantes que habían estado en actividades grupales dirigidas a objetivos o en tiempo libre no estructurado. Un estudio de caso de un hombre de 88 años que padecía la enfermedad de Alzheimer mostró que experimentó una mejora en el funcionamiento cognitivo después de la terapia de reminiscencia individual.

## Resultados
Para evaluar los cambios en los pacientes que se someten a la terapia de reminiscencia, se utilizan diversas medidas conductuales y, recientemente, las imágenes cerebrales han comenzado a ser parte de la evaluación después del tratamiento.

### Evaluación del comportamiento
Las características más frecuentes utilizadas para medir el resultado de la terapia de reminiscencia en los pacientes involucrados son:
- Síntomas depresivos
- Bienestar psicológico
- ego-integridad
- Significado o propósito en la vida.
- Maestría
- Rendimiento cognitivo
- Interacciones sociales

### Neuroimagen
En pacientes con demencia vascular, un aumento significativo en el metabolismo cortical de la glucosa en el cíngulo anterior bilateral y en el lóbulo temporal inferior izquierdo, que son áreas importantes para la interacción social y los recuerdos remotos, respectivamente. El uso de tomografía computarizada por emisión de fotón único en un paciente anciano con enfermedad de Alzheimer reveló un mayor flujo de sangre al lóbulo frontal del cerebro, un área que degenera en las personas con esta enfermedad. Esto se combinó con cambios positivos en los rasgos de comportamiento evaluados.
En general, aunque en distintos grados, la terapia de reminiscencia parece tener efectos beneficiosos. Se cree que los resultados varían en función de una serie de variables, como el tipo de terapia de reminiscencia utilizada, el formato de las sesiones (en grupo o individual), el número de sesiones completadas, el estado de salud, la edad y el sexo del paciente, su lugar de residencia y si ha sufrido algún acontecimiento importante que le haya alterado la vida.
Una evaluación de las formas de terapia de reminiscencia encontró que la terapia de revisión de la vida tenía los efectos positivos más fuertes sobre el bienestar psicológico en comparación con otras revisiones de la vida y la simple reminiscencia. Se ha pensado que la revisión de la vida produce mayores efectos positivos en comparación con la terapia de reminiscencia, debido a la mayor organización de los métodos y el propósito de esta terapia. Los beneficios de la terapia de reminiscencia ocurren independientemente del formato de la terapia. La mejora en el comportamiento ocurre ya sea que la terapia se realice de forma individual en grupos pequeños o grandes. La frecuencia y duración del programa de terapia no parece alterar la efectividad de la reminiscencia.
Para estudiar los efectos de la terapia de reminiscencia, se han elegido muchos grupos específicos, a los que se evaluó utilizando diversas medidas basadas en sus enfermedades preexistentes y los problemas que las acompañaban. Aunque se observaron mejoras en todos los niveles de depresión, aquellos con índices de depresión más altos demostraron una mayor tasa de mejora de los síntomas en comparación con los que mostraban menos síntomas depresivos antes del inicio de la terapia. En todos los estudios, la terapia de reminiscencia influyó positivamente en los pacientes con demencia evaluados mediante diversas medidas Específicamente en la demencia vascular, el metabolismo cortical de la glucosa aumentó en áreas importantes para la interacción social y los recuerdos remotos. Las personas con la enfermedad de Alzheimer mejoraron el flujo sanguíneo a las áreas del cerebro, como se discutió anteriormente, y los cambios positivos en los rasgos de comportamiento evaluados. En pacientes con lepra, los mayores efectos positivos se observaron en aquellos con depresión, pero la terapia de reminiscencia no afectó la etapa de demencia ni las puntuaciones cognitivas.

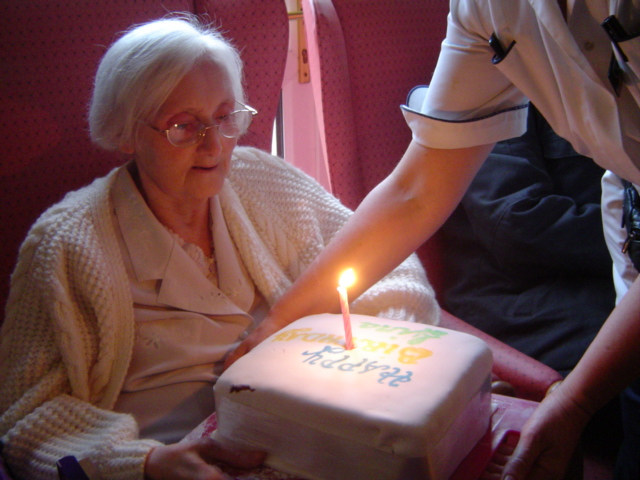
La reminiscencia ayuda a las poblaciones mayores a sobrellevar el envejecimiento

Inicialmente, la reminiscencia estaba destinada a los adultos mayores. Sin embargo, esta terapia también puede ser una herramienta valiosa para adultos en etapas tempranas de su vida. En las personas mayores, mejora de la satisfacción con la vida y consigo mismo, autoestima, aumento de la implicación social que se traduce en una mejora de su capacidad para afrontar situaciones sociales, menor soledad y alienación. Además, los síntomas depresivos, los síntomas psicológicos, el bienestar psicológico, la integridad del ego, el significado/propósito en la vida, el dominio, el rendimiento cognitivo, la integración social, la preparación para la muerte, todos mostraron mejoras después de que concluyó la terapia. En una depresión de seguimiento, otros indicadores de salud mental, bienestar, integridad del ego, rendimiento cognitivo, preparación para la muerte, todos quedaron por mejorar desde el tratamiento previo. Se han encontrado mejoras comparables a las encontradas en los ancianos en estudios que incluyeron grupos de edad más jóvenes . Las mejoras en la depresión ocurren tanto en mujeres como en hombres. El análisis comparativo entre hombres y mujeres sobre los efectos de la terapia de reminiscencia no encontró evidencia de una diferencia en el éxito de la terapia entre géneros . La terapia de reminiscencia se ha llevado a cabo en grupos compuestos por residentes de centros grupales y aquellos que viven en comunidades más amplias. Un análisis reciente sugiere que no existen diferencias en los resultados de la reminiscencia entre el tipo de comunidad en la que viven los individuos durante el tiempo de la terapia, lo que contradice los hallazgos anteriores de que aquellos que viven en hogares grupales o centros de atención se beneficiaron menos de estos programas. . Aquellos que experimentaron varios eventos importantes de la vida mostraron una mejor estabilidad mental, incluida una disminución de los síntomas depresivos y la ansiedad. Los veteranos varones ancianos institucionalizados mostraron una mayor autoestima y satisfacción con la vida y una disminución de los síntomas de depresión que participaron en un programa de terapia de reminiscencia de 12 semanas en comparación con los que no lo hicieron. 